# Koppe kuntneri
Koppe kuntneri es una especie de arañas araneomorfas de la familia Liocranidae.

## Distribución geográfica
Es endémica de Ceram (Indonesia).